# 大聖寶廟

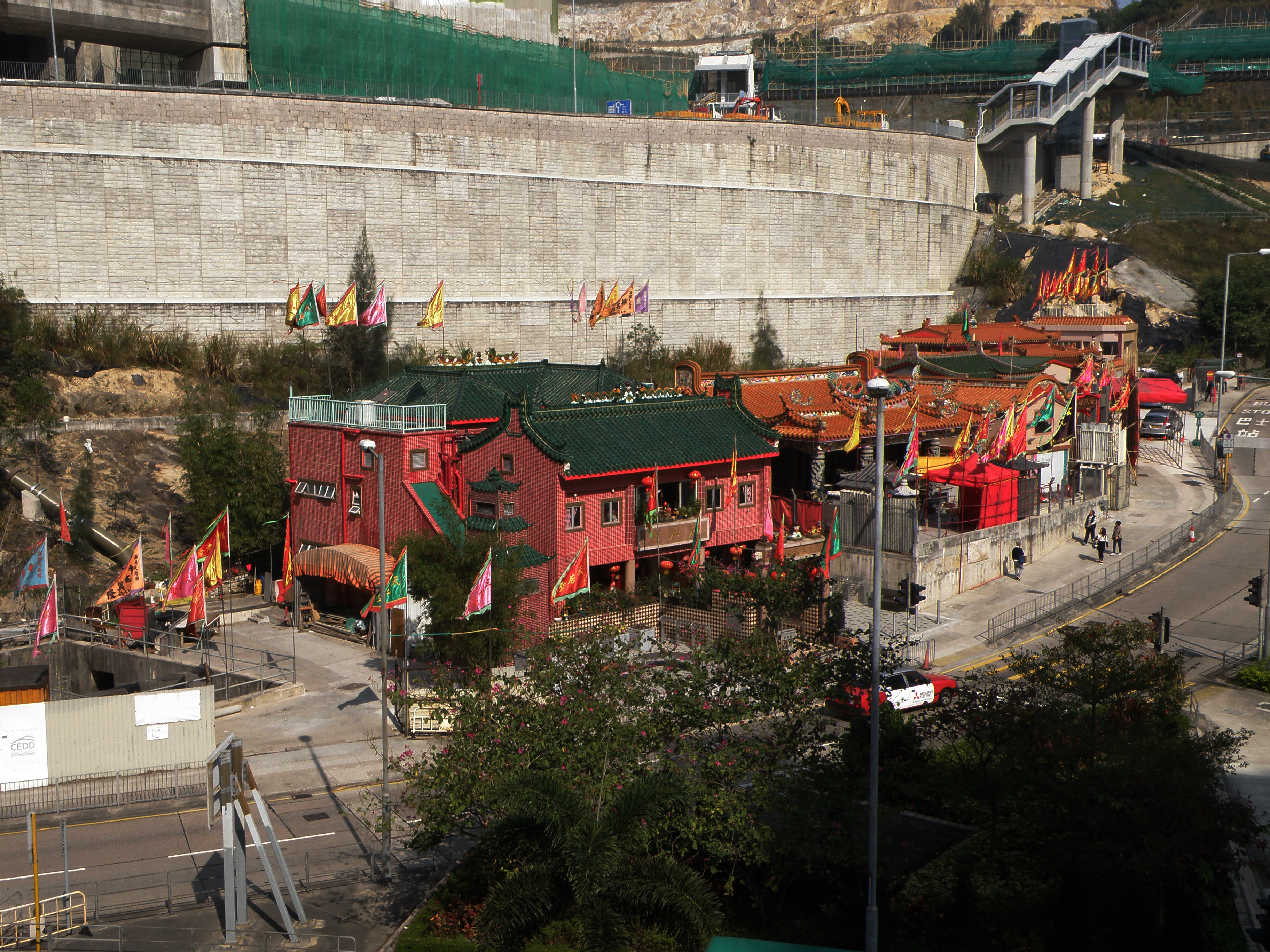
大聖寶廟

大聖寶廟（Tai Sing Bou Miu），原名「大聖佛堂」（Tai Sing Fat Tong），是位於香港九龍觀塘秀茂坪寶琳路的一所道教廟，鄰近秀茂坪邨、秀茂坪南邨、寶達邨及安達邨，主要供奉孫悟空及哪吒的雕像。農曆八月十六日的孫悟空誕辰為該道觀最隆重的慶典。

## 歷史
- 該道觀的原本位置由鍾淦先生在1962以扶乩得出安達臣道，在1964年開始籌建，1968年建成「大聖佛堂」，參拜者主要來自廣東省海陸豐，由於該道觀，其鄰近的寮屋區被稱為「大聖村」，目前該道觀由「九龍大聖佛堂有限公司（Tai Sing Fat Tong, Kowloon, Company Limited）」管理[1]。
- 2011年5月9日（星期一）開始新道觀的動工儀式，並遷移雕像 [2]。2013年12月8日（星期日）舉行新道觀－「大聖寶廟」的新殿落成開光典禮[3]。

## 建築
- 全部中國風格建築物：

主殿大門對聯：「東島神洲留聖蹟；南瞻部境著威靈。」

## 慶典
- 農曆正月初九日：天地父母誕；
- 農曆二月初二日：伯公誕（土地神）；
- 農曆三月初三日：玄天上帝（泰文：เจ้า พ่อ เสือ；英文：Chao Pho Suea）誕；
- 農曆八月十六日：孫悟空誕辰，農曆十四日至十八日演出神功戲（潮劇）；
- 農曆九月十九日：觀音誕；
- 農曆九月廿六日：廣東省惠陽的譚德（譚公）之誕辰；
- 農曆九月廿八日：馬天君（華光大帝）的誕辰；
- 農曆十一月初四日：哪吒的誕辰；
- 農曆十一月初六日：玉皇大帝的誕辰；
- 年尾酬神：每年決定。

## 地址
- 英文地址：Po Lam Road, Sau Mau Ping, Kwun Tong, Kowloon, Hong Kong.
- 中文地址：香港九龍秀茂坪寶琳路。